# Connezac
Connezac är en kommun i departementet Dordogne i regionen Nouvelle-Aquitaine i sydvästra Frankrike. Kommunen ligger i kantonen Nontron som tillhör arrondissementet Nontron. År 2022 hade Connezac 76 invånare.

## Befolkningsutveckling
Antalet invånare i kommunen Connezac
Referens:INSEE